# Eva Gabrielsson
Eva Gabrielsson (Lövånger, 17 novembre 1953) è una scrittrice, architetto, attivista femminista svedese, partner sentimentale e letteraria di lunga data del romanziere svedese Stieg Larsson.

## Biografia

### La vita con Larsson
Eva Gabrielsson e Stieg Larsson (uno dei maggiori esperti in Svezia dei movimenti antidemocratici, di estrema destra e neonazisti) si conobbero durante un raduno del Fronte di liberazione nazionale che protestava contro la guerra del Vietnam nel 1972 e vissero insieme dal 1974 fino alla morte di lui nel 2004. Gabrielsson disse che lei e Larsson non si erano mai sposati perché lui credeva che il suo lavoro antifascista avrebbe potuto metterla a rischio se ci fosse una pista che li legasse legalmente o finanziariamente. Poiché non sposati (nonostante l'acquisto nel 1983 delle fedi sulle quali fu inserita l'iscrizione Stieg e Eva) e poiché Larsson morì senza lasciare testamento, il suo patrimonio andò a suo padre e suo fratello, in conformità con la legge svedese. Larsson era in qualche modo estraniato dal padre Erland e dal fratello Joakim perché cresciuto dai nonni nel nord della Svezia.
 ha detto Gabrielsson a un giornalista nel 2010.
Poco dopo la morte di Stieg Larsson, Eva Gabrielsson iniziò i negoziati con Joakim ed Erland Larsson per i diritti sul lavoro di Larsson. A un certo punto, il padre e il fratello di Larsson offrirono a Gabrielsson circa 3,3 milioni di dollari per risolvere la controversia (20 milioni di corone svedesi e un posto nel consiglio di amministrazione della società che gestisce i libri della trilogia Millennium), ma lei rifiutò dichiarando di continuare a lottare per i diritti letterari delle opere di Larsson e che "non sarà comprata" perché "suo nome [di Stieg] potrebbe finire con una bottiglia di birra, un pacchetto di caffè o un'auto". Il libro di memorie di Gabrielsson, "There Are Things I Want You to Know" About Stieg Larsson and Me, racconta della loro vita insieme mettendo in questo contesto la vita spesso caotica di Larsson. In un'intervista Eva Gabrielsson spiega di non aver iniziato il memoriale con l'intenzione di scrivere un libro, ma era piuttosto un modo per affrontare il dolore per la perdita del partner. Il titolo del suo libro deriva da una lettera d'amore che Larsson scrisse a Gabrielsson quando pensò che sarebbe potuto morire durante un viaggio in Africa nel 1977. La lettera è inclusa nel libro di memorie insieme ai dettagli del viaggio di Larsson in Africa.
Il suo compagno, dice, "era un femminista, un uomo d'affari senza speranza, un giornalista che non poteva tenere un lavoro da dipendente, un combattente appassionato e un investigatore sociale". Il libro di memorie spiega anche come la coppia si è incontrata e le loro lotte insieme a Expo, la pubblicazione antifascista Larsson fondata nel 1995. Secondo Gabrielsson, Larsson aveva scritto 200 pagine di un quarto romanzo nel suo successo internazionale Millennium prima di morire; ella ha cercato l'autorità legale per essere responsabile di ciò che accadrà a queste 200 pagine, così come per esercitare il controllo su tutto il lavoro letterario di Larsson, anche se finora la famiglia di Larsson si è rifiutata di darle tali diritti. Se le venissero concessi i diritti letterari della serie, comunque, Gabrielsson spiega che non è sicura che sia giusto per un ghostwriter completare il lavoro iniziato da Larsson.

## Carriera
Come scrittrice, oltre a lavorare con Stieg Larsson nei suoi progetti letterari è co-autrice di diversi libri, tra cui una monografia sul tema della convivenza in Svezia, uno studio del governo svedese su come creare alloggi più sostenibili e un prossimo studio sull'urbanista svedese Per Olof Hallman. Ha inoltre tradotto il libro La svastica sul sole di Philip K. Dick in svedese. Come attivista, lavora per porre fine alla violenza contro le donne.
Le persone che conoscevano Stieg Larsson, come il suo amico Kurdo Baksi e Anders Hellberg, un collega di Larsson negli anni '70 e '80, furono sorpresi che lui avesse scritto i romanzi della trilogia Millennium, considerando come molti che Larsson non fosse altrettanto bravo come scrittore come lo era come giornalista. Hellberg è arrivato al punto di sospettare che Larsson non fosse l'unico autore della serie e che Eva Gabrielsson probabilmente fosse la co-autrice (tutto derivava dal modo in cui Eva scrisse il suo diario, del modo di esprimersi e di scegliere le parole durante le interviste, che sembravano implicare la co-paternità), anche se in seguito lei affermò di essere stata citata erroneamente. 
 Nel 2011 Eva Gabrielsson espresse rabbia per tali accuse e chiarì: La vera scrittura, l'artigianato, era di Stieg, ma il contenuto è una questione diversa: ci sono molti dei miei pensieri, idee e lavoro là dentro. Ad esempio, disse di aver usato il suo libro incompiuto sull'architetto Per Olof Hallman per cercare luoghi per la serie di romanzi Millennium e che i due controllarono fisicamente i luoghi e discussero di dove vivrebbero i personaggi. 
Il suo studio di architettura è attualmente impegnato nella costruzione di alloggi e uffici e dirige un'iniziativa dell'Unione europea per la creazione di un'architettura sostenibile nella regione di Dalarna.